# سانت آنتیوکو
سانت آنتیوکو (به ایتالیایی: Sant'Antioco) یک کومونه در ایتالیا است که در استان کاربونیا-ایگلسیاس واقع شده‌است.

## خصوصیات
سانت آنتیوکو ۱۱۵٫۵۹ کیلومترمربع مساحت و ۱۱٬۷۳۰ نفر جمعیت دارد.